# Anton Korošec
Anton Korošec (12. května 1872 Videm ob Ščavnici, Rakousko-Uhersko - 14. prosince 1940 Bělehrad, Jugoslávie) byl slovinský politický vůdce, prominentní člen konzervativní lidové strany a katolický kněz.

## Biografie
Studoval teologii v Mariboru a roku 1895 se stal katolickým knězem. Od roku 1898 působil v semináři v Mariboru a vydával list Slovenski gospodar. Od roku 1901 vedl redakci listu Naš dom, který se profiloval jako tiskový orgán slovinské venkovské mládeže. V roce 1902 neúspěšně kandidoval na Štýrský zemský sněm. Pak se vrátil ke studiím. Roku 1905 se stal doktorem teologie. Roku 1909 založil radikální politický list Straža.
V roce 1906 byl zvolen poslancem Říšské rady (celostátní zákonodárný sbor) za všeobecnou kurii ve Štýrsku, obvod Celje atd. Nahradil 7. června 1906 na poslaneckém křesle Josipa Žičkara. Mandát obhájil ve volbách roku 1907, konaných již podle rovného volebního práva, bez kurií. Zvolen byl za okrsek Štýrsko 28. Opětovně byl zvolen i ve volbách roku 1911, nyní za obvod Štýrsko 27. Ve vídeňském parlamentu setrval do zániku monarchie.
V roce 1906 se uvádí jako slovinský klerikál. Po volbách roku 1907 se stal členem poslaneckého Slovinského klubu. Po volbách 1911 náležel do Chorvatsko-slovinského klubu na Říšské radě. Od roku 1914 předsedal Chorvatsko-slovinskému klubu na Říšské radě a v době počátku války tak byl fakticky hlavním mluvčím Jihoslovanů v Předlitavsku.
V letech 1909–1918 také působil jako poslanec Štýrského zemského sněmu.
Během světové války se postupně slovinská politická reprezentace radikalizovala. V závěru války Korošec vystupoval v parlamentu v alianci s Čechy a prosazoval radikální státoprávní reformu monarchie, v konečné fázi pak i zánik Rakouska-Uherska. Jeho postoj ovlivnila návštěva Prahy v říjnu 1917 a setkání s představiteli Maffie. V srpnu 1918 předsedal nově ustavené Slovinské národní radě.
Po první světové válce se Rakousko-Uhersko skutečně rozpadlo a jižní Slované se začali politicky sbližovat. Vznikl tak Stát Slovinců, Chorvatů a Srbů (jihoslovanská území bývalého Rakouska-Uherska), později po fúzi se Srbskem a Černou Horou Království Srbů, Chorvatů a Slovinců. Korošec ještě před připojením v tomto státě, který žádná mocnost neuznala, zastával funkci předsedy Národního výboru. Vedl také delegaci Státu SHS v Srbsku, která měla řešit otázku sjednocení.
Po období dlouhé politické nestability a častého střídání vlád, které bylo pro nově vznikající nehomogenní stát typické v první polovině 20. let, se dostal Korošec k moci jako předseda vlády, jako poslední premiér před převratem 6. ledna 1929. Byl také nějakou dobu i ministrem dopravy. Korošecova vláda, první vedená nesrbským předsedou, musela řešit etnické napětí mezi Srby a Chorvaty, vzrůstajicí politické ambice muslimské strany Džemijet a v neposlední řadě také čelit snaze jugoslávských sousedů stát rozvrátit (například Itálie se zasazovala o podporu chorvatského fašistického hnutí Ustaša).
Diktatura z šestého ledna odstavila celou tehdejší politickou garnituru, včetně Korošece. Ten proto odešel do opozice a kritizoval nový režim. V roce 1932 napsal "slovinskou deklaraci", která měla jasně vymezit, kdo patří k slovinskému národu a v jakých zemích (neboť tehdejší hranice Jugoslávie rozdělovaly slovinské etnikum na území tří států) a kontrovat tehdejší politice vyhraněného jednoho jugoslávského národa. V letech 1933–1934 byl dokonce z politických důvodů internován. Teprve až po atentátu na krále Alexandra se opět vrátil do vrcholové politiky. Zasedal jako ministr ve vládě Milana Stojadinoviće. Byl ministrem vnitra i ministrem školství a také předsedou senátu. Podílel se rovněž na přípravě dohody Maček–Cvetković o zmírnění chorvatsko-srbského napětí v zemi.